# Saragossa (geslacht)
Saragossa is een geslacht van vlinders van de familie Uilen (Noctuidae), uit de onderfamilie Hadeninae.

## Soorten
- S. bergi Kusnetzov, 1908
- S. demotica (Pungeler, 1902)
- S. porosa (Eversmann, 1854)
- S. seeboldi Staudinger, 1900
- S. siccanorum (Staudinger, 1870)
- S. uralica Hacker & Fibiger, 2002